# ليونارد باتريك هارفي
ليونارد باتريك هارفي (بالإنجليزية: Leonard Patrick Harvey)‏ ( مواليد عام 1929) ، مورخ بريطاني قام بإلقاء محاضرات باللغة الإسبانية في جامعة أكسفورد (1956-1958) ، وساوثهامبتون (1958-1960) ، وكلية ماري ماري ، لندن (1960-1963) ، شغل منصب رئيس قسم اللغة الإسبانية في كلية كوين ماري في الفترة ماببن (1963 - 1973).تخصص في الدراسات الإسلامية والتاريخ الإسلامي. ركز في كتاباته عن الموريسكيين والمدجنين .